# Goran Kozomara
Goran Kozomara (* 5. Juni 1981 in Celje, SFR Jugoslawien) ist ein slowenischer Handballspieler. Er ist 1,98 m groß.
Kozomara, der zuletzt für den französischen Verein Paris HB spielte und für die slowenische Nationalmannschaft (Rückennummer 3) auflief, wird meist als Kreisläufer eingesetzt.
Goran Kozomara begann in seiner Heimatstadt mit dem Handballspiel. Für den örtlichen Erstligisten RK Celje debütierte er auch in der ersten slowenischen Liga und gewann 1999 das Double aus Meisterschaft und Pokal. 2000 wechselte er zunächst nach Radeče und dann zum RK Trimo Trebnje, bevor er 2001 zum BM Granollers in die spanische Liga ASOBAL ging. Nach nur einem Jahr kehrte er zurück nach Slowenien, wo er sich 2002 dem RD Slovan anschloss, bevor er 2003 zum RK Velika Nedelja ging. 2004 kehrte er zu seinem Heimatverein RK Celje zurück, wo er 2005 die slowenische Meisterschaft und 2006 noch einmal das Double gewann. Nach zwei Jahren bei Celje wagte Kozomara den zweiten Anlauf in Spanien, diesmal beim CB Cantabria Santander. Sportlich stieg er mit den Cantabriern ab; durch den Zwangsabstieg BM Alteas konnte sein Club jedoch in der höchsten spanischen Spielklasse verbleiben. Trotzdem unterschrieb Kozomara 2007 einen Vertrag beim dänischen Verein AaB Håndbold aus Aalborg. Ein Jahr später schloss er sich dem Ligarivalen Skjern Håndbold an. 2010 unterschrieb er einen Vertrag beim dänischen Erstligisten BSV Silkeborg. Ein Jahr später wechselte Kozomara zum französischen Erstligisten Paris HB.
Goran Kozomara hat bisher 72 Länderspiele für die slowenische Nationalmannschaft bestritten. Mit Slowenien nahm er an der Weltmeisterschaft 2007 in Deutschland teil, belegte aber nur den 10. Platz; bei der Europameisterschaft 2008 in Norwegen schied er mit seinem Land nach der Hauptrunde aus.